# Списак ликова серије Луд, збуњен, нормалан

## Главне улоге

### Изет Фазлиновић
Изет Фазлиновић (Мустафа Надаревић) је био главни лик серије. Он је удовац, као дете је био сироче. По убеђењу је комуниста, чврстог кова, и увек када му треба помоћ, обрати се слици друга Јосипа Броза Тита. Поред својих комунистичких ставова, он је веома похлепан и чак и својим најближима ради за новац. Због тога, он је организатор разних превара. Воли да пије своју херцеговачку ракију Максузију. Он сваке године иде на скуп субораца који су се борили у Титино доба. Са њим су увек ишли његови пријатељи покојни Др. Ђиђимиловић, Анте и Милорад. Воли да прича о свом љубавном животу, и комунистичкој прошлости. Учланио се у непознату странку, јер му је обећан мандат посланика. Вози Фолцику, коју је продао и купио Форда Фијесту. Председник је кућног савеза своје зграде. Има љубавне афере са комшиницама. Веома је популаран лик, како у БиХ, тако и широм Балкана, па и Европе.

### Фарук Фазлиновић
Фарук Фазлиновић (Сенад Башић) је Изетов син. Има сина Дамира. Ради као музички продуцент и поседује музички студио Акорд. Живи заједно са својим оцем и никако да се исели, иако Изет стално протестује због тога. Велики је противник свог оца, са којим је стално у свађи. Не воли да ради, цео дан проводи у кафићу Сан Ремо. Студио му не ради како треба, па долази на разне идеје да заради новац. Када је Фарук ушао у љубавну аферу са Сенадом, Изет је успео некако да је истера из стана што је Фарук тешко поднео. У четвртој сезони студио Акорд постаје радио-станица Акорд, али не доноси ништа више новца него раније. У петој сезони постаје видео-продукција. Током пете сезоне његова видео продукција снима рекламе, да би већ наредне сезоне почела да снима серије тако што је Фарук постао редитељ, а Изет сценариста. Након поновних, али краткотрајних покушаја да поново да буде са Сенадом, Фарук се упустио у љубавни везу са Маријом да би се разишли након што се Дамир умешао. У десетој сезони је у једном моменту боловао од рака да би се на крају излечио.

### Дамир Фазлиновић
Дамир Фазлиновић (Моамер Касумовић) је једини Фаруков син, и једини Изетов унук. Он има 43 годинe и он је резултат Фарукове љубави са Невеном. Невена је родила Дамира и оставила га је Фазлиновићима. Упркос томе, он је једини нормалан и избалансиран члан породице Фазлиновић. Студира медицину у Сарајеву, као најбољи студент. У четвртој сезони се жени глумицом Барбаром (која га вара) и добијају сина кога Изет на превару назива Џема Бранко Фазлиновић ('Џебра”), по познатим народним херојима. Они се тада селе у бивши Енесов стан, преко пута Изетовог. Када га је Барбара оставила онда се вратио са Џебром у Изетов стан. Након Барбариног повратка из Америке, њихов спор око старатељства се завршава тако што се Барбара усељава у стан Фазлиновића. Након њиховог пресељења са малим Џебром у нови заједнички стан, живели су заједно све док га Барбара није ухватила у прељуби. Тада га Барбара тера из стана након чега отпочиње љубавну авантуру са 35-годишњом глумицом Ладом. Након љубавних авантура са Ладом, Дамир отпочиње нову, али краткотрајну, авантуру са 43-годишњом докторком Јањом, иначе Фаруковом бившом девојком која га је оставила због 44-годишњe Сенаде.

## Споредне улоге

### Ранка Фазлиновић
Ранка Фазлиновић је Изетова 44-годишња покојна супруга и Фарукова мајка.

### Мухарем Фазлиновић
Мухарем Фазлиновић (Божидар Буњевац) је био пре своје смрти Изетов отац, Фаруков деда и Дамиров прадеда.

### Џема Бранко Фазлиновић
Џема Бранко Фазлиновић (Билал Хаџић, касније Ивор Шпаравало и Тарик Џинић), одмила зван Џебра, је једини Дамиров 28-годишњи син, Фаруков унук и Изетов праунук. Он је резултат Дамирове љубави са Барбаром. Док је био још беба, Дамир и Барбара нису знали где да га оставе па је Изет некако успео да их наговори да га он чува. У доба када га је Изет чувао, Џема је научио све псовке, марксистичке књиге. Он не воли да иде у школу, а по понашању највише личи Изету. Дамир је више пута покушавао да некако наговори Изету да њему препусти одгајање Џеме, али Изет како се и очекивало није му дозволио.

### Исмет Фазлиновић
Исмет Фазлиновић (Мустафа Надаревић) је Изетов брат близанац и физичким изгледом је потпуно исти као Изет.

### Самир Фазлиновић
Самир Фазлиновић (Емир Хаџихафизбеговић) је Изетов братанац и Фаруков брат од стрица. Много вара људе, и упетљан је у разне сумњиве послове. Фазлиновићи су више пута пословали са њим, али су увек били преварени. Када је Самир био у затвору, замолио је Изета да га некако пусте, али Изет није желео да се петља у такве ствари. Међутим, када му је Самир обећао да ће му продати пословни простор, Изет се одмах искључио из странке како би га пустили, али ипак од тог пословног простора није било ништа. Након авионске незгоде у којој су сви мислили да су Изет, Фарук и Дамир погинули, Самир је покушао да се окористи у таквој ситуацији тако што ће продати њихов стан. Пошто је познат по томе да врши разноразне преваре у своју корист, полиција је расписала потерницу за њим. Због тога је био принуђен да побегне у Хрватску како га не би ухапсили. Када се вратио у Сарајево, он је одлучио да се ожени, на запрепашћење свих, са Ајном, бившом Фаруковом девојком. Кад је хтео да запроси Ајну, полиција га хапси и одводи у затвор. Самиров кум је Мурис Фуфић, коцкар и преварант (као и Самир) који из свега извлачи корист.Самир је укључен у разне послове најчешће нелегалне као што су преваре, пљачке,отмице итд.У једној епизоди Фарук га унајмљује да му нађе дјевојке што значи да је можда укључен у проституцију.Има много веза са многим људима.Често је био у затвору али увек је на слободи.

### Светлана Цеца Фазлиновић
Светлана Цеца Фазлиновић (Софија Рајовић) је Самирова 37-годишња ћерка и једина Исметова унучица. Она је Дамирова сестра од стрица.

### Барбара Фазлиновић
Барбара Фазлиновић (Марија Омаљев, касније Џана Пињо) је Дамирова вјенчана жена са којом је добио малог Џему. Барбара је по занимању глумица. Барбара, када је Џема био мали, је била неверна Дамиру и као резултат тога она одлази у иностранство са својим љубавником (конкретно отишли су у САД) и оставља малог Џему и Дамира. Након што се разишла од свог љубавника, Барбара се вратила у Сарајево и покренула свој бизнис од своје уштеђевине (отворила је ћевабџиницу). Када је успела да у одређеној мери да разради бизнис и да "стане на ноге", Барбара је хтела да преузме старатељство над малим Џебром, али Изет, Фарук и Дамир то не дозвољавају. Старатељство над малим Џебром није добила јер су Фазлиновићи нашли порно филм у којем је Барбара глумила што су искористили као доказ у судској парници око старатељства над малим Џебром. Пошто је изгубила право на старатељство, а тврди да не може да живи без малог Џебре, одлучила је да се усели у стан код Фазлиновића. Након Дамирове прељубе са медицинском сестром која ради код њега у ординацији, Барбара се одселила из стана Фазлиновића и повела је са собом малог Џебру уз вансудски договор између ње и Дамира (у међувремену околности промениле и Дамир је био свестан да би на суду изгубио право на старатељство, па није хтео да иду на суд).

### Марија Шарафова
Марија Шарафова (Татјана Шојић) је Стјепанова бивша 60-годишња жена и власница кафића "Сан Ремо". После дугогодишњег брака са Стјепаном, одлучила је да се разведе и уда за Мариофила, а након развода са Стјепаном она преузима контролу над кафићем "Сан Ремом“. Такође се развела и од Мариофила након што га је ухватила у превари, након чега је имала краткотрајну љубавну везу са 62-годишњим Јуром Закланим, потпредседником Херцеговачке телевизије. Након једног сасвим необичног сна схвата да је заљубљена у Фарука, након чега отпочињу љубавну везу. Љубавну везу са Фаруком је прекинула пошто се Дамир умешао јер је приметио да Фарук није баш најсрећнији у тој вези.

### Дино (Мехмеда) Мујкић
Дино Мујкић (Милан Павловић) ради као тонац у студију Акорд. Има 55 годинa и не уме да ради са миксетом, не зна ништа. Сазнаје се да има IQ 17 (што је иначе немогуће), али ипак Дино је дао Фаруку идеју како да отвори студио. Једину књигу коју је прочитао то је Телефонски именик града Сарајева (више пута) и часопис „Мики маус“. Због свог физичког изгледа, много пута је исмеван. Живео је код Изета једно време, а имао је љубавну аферу са Споменком. Глумац је напустио серију, а лик Дина је сахрањен у епизоди 73.

### Реуфик (Мехмеда) Мујкић
Рефко Мујкић (Горан Навојец) је 54-годишњи брат Дина Мујкића који живи у Загребу где ради као радник градске чистоће. Први пут се у серији појављује на сахрани свог брата Дине. Пошто је морао да плати трошкове сахране од Дине као и да врати дугове које је сам Дино направио за живота, није имао пара да се врати у Загреб. Да би сакупио потребну своту пара да би купио карту за повратак у Загреб, Чомбе му предлаже да се обрати Фаруку да га запосли као тонца у студио Акорд који је посао до своје смрти обављао управо његов брат Дино.

### Мехо (Ферида) Мујкић
Мехо Мујкић (Алмир Курт) је 53-годишњи брат од стрица Дина Мујкића и Рефка Мујкића. Иако је на почетку серије представљен као човек чија је струка мењање тоалетних шоља и стављање силикона, кроз каснији развој догађаја у серији могло видети да је стручан и за неке послове, као нпр. кинотехничар (пуштање филмова и остали послови везано за филмске пројекције у биоскопима), фриготехничар (уграђивање и сервисирање клима уређаја и осталих расхладних уређаја), декоратер, итд. Дино га је стално хвалио како зна да ради и увек га је предлагао Фаруку када је нешто требало да се уради у студију Акорд. Касније су га Фазлиновићи ангажовали приликом снимања серија које су биле поверене њиховој продукцији.

### Драган-Чомбе Чмар
Драган Чомбе Чмар (Мирај Грбић) је најбољи пријатељ Дини и Рефки. Има 48 година,жели да буде певач и жели да снима песме код Фарука. Фарук му никада не дозвољава да снима песме, пошто Чомбе не зна да пева. Он није много паметнији од Дина. Био је кум Фаруку, када се овај женио. После одласка Милана Павловића (Дина) из серије, Чомбе постаје главни комични лик и постаје најбољи друг Рефки. После авионске незгоде коју су Фазлиновићи преживели, Чомбе је отишао у Америку да би успео у музичкој каријери, али пошто му у томе не успева он покушава да се бави разноразним пословима. Његова полубраћа по мајци су Куфе и Фуфе.

### Милан-Куфе Чмар
Милан-Куфе Чмар (Љубомир Бандовић) је Чомбетов 48-годишњи полубрат. Први пут се појавио у шестој сезони након Чомбетовог одласка у Америку на крају пете сезоне јер у Америци није било места за сву тројицу од браће како је сам казао. Куфета је Чомбе поменуо у епизоди "Морал пре свега" у четвртој сезони. Куфе је радио све врсте послове код Фарука у продукцији Акорд током снимања серије. Куфе је једном нашао дневник своје мајке у којем пише да јој је гатара једном рекла да ће један од њених синова умрети на 37. рођендан, што је Куфета довело у очај. "Проблем" је решен тако што је Чомбе из Америке јавио да је њихов полубрат Фуфе "умро". Након завршетка снимања серије, Куфе се враћа у Америку где се бави разноразним пословима.

### Милутин-Фуфе Чмар
Милутин-Фуфе Чмар (Бранко Јанковић) je Чомбетов и Куфетов полубрат који долази из Америке у 6. сезони. Он има 40 година, висок је 1,85 m и он има разних лудорија. Идеја да направи зимско пиво са луком Ментору и Фаруку се чинило грозним, али у продукцију долази власник пиваре који проба зимско пиво и од њега прави бизнис.

### Фадила Чмар
Фадила Чмар (Јасна Диклић) је Чомбетова, Куфетова и Фуфетова 78-годишња мајка. Она је заљубљена у Шукрију и он у њу. Фарук открива од Чомбета да је она имала седам мужева и да их је све убила. Он то говори Изету и Ајни. Они помоћу разних начина покушавају да га одговоре од жеље за венчањем, али он их не слуша већ верује Фадили. Изет је пронашао мишомор у њеној ташни, али она је рекла да јој је миш у подруму, али кад је Шукрија питао председника кућног савета да ли имају миша у подруму он му је рекао таман посла. Шукрија бежи ко Изета и крије се од ње.

### Ментор Косова
Ментор Косова (Илир Тафа) је сувласник Фарукове видео-продукције. Ментор је 50-годишњи Албанац са Косова. Он је држао бурегџиницу, а у видео-продукцију је дошао јер је хтео да промени бизнис пошто му је у бурегџиници један човек умро од преједања (то је био Дино). Уложио је новац у продукцију. Фарук је и даље власник 80%, док је Ментор осталих 20%. Када год Ментор донесе нешто са Косова, Фарук то упоређује са српским производима што се њему не свиђа.

### Авдија Лексиковић
Авдија Лексиковић (Тарик Филиповић) је 52-годишњи глумац у неким Фаруковим серијама. Од 9. сезоне постаје Фаруков најбољи друг. Воли своју глумачку каријеру и труди се да глуми што боље, некада се и претерано уживи у своју улогу. Он као и Фарук има иста интересовања, а то су музика, жене и алкохол. Такође је доста агресиван и склон свађи, па и тучи каткад.
Има кћерку од 42 година.

### Џевада Лексиковић / Мубина фон Лексикон
Џевада Лексиковић/Мубина фон Лексикон ( Ена Курталић) је Авдијина 35-годишња вјенчана супруга. Они су се развели таман када је Фарук упознао Авдију. Поред тога, она је била аматерска глумица, како она каже Западни Улаз У Сарајево. Касније је дипломирала на приватној глумачкој академији, у Попрдовом Селу, општина Горажде. Глумила је у Фаруковим серијама "Дон Жуан са Алипашиног поља" и "Биртија из које је кренула револуција".

### Јаков / Јака
Јаков/Јака (Харис Бурина) је познаник Фазлиновића. Као и Самир, и Јаков је умешан у многе сумњиве послове који укључују преваре, пљачке, фалсификовање итд. Његова главна парола је "Никад нико Јакова није зајеб'о а да није добро најеб'о". Његов "хитнотекарни" кредит има камату већу од сваке банке. Фазлиновићи су много пута од њега посуђивали паре и уколико их не врате он њима прети батинама или смрћу. Једна од најкомичнијих ситуација са Јаковом су биле када је Изет у граду срео свог друга и саборца Мирка и дао му своју књижицу да се лечи, а пре тога је посудио паре од Јакова а није их вратио. Сутрадан у новинама излази смртовница да је умро Изет Фазлиновић (заправо је умро Мирко), а Јаков није могао да узме паре од Изета јер је он умро, па је рекао "Е наћу те и на оном свијету", а Изет је одговорио "Шта ћеш ми урадит' кад ме нађеш на оном свијету, убит' ме?". Такође, када је Исмет дошао из Шведске у БиХ а Изет је у том периоду дуговао Јакову паре, Јаков се збунио па је грешком истукао Исмета и узео му дупле паре за њега. Има проблеме са агресијом.

### Стјепан Мрвица
Стјепан Мрвица (Саша Петровић) је био власник кафеа Сан Ремо, док му га није преотела супруга Марија. Стјепан је покушао да га врати у своје власништво, али није успео. Као млад је живео у Сан Рему, где је зарадио новац, и вратио се у Сарајево и отворио кафану. Када му је Марија узела власништво, Стјепан је опет отишао у Сан Ремо.

### Мариофил Шесто
Мариофил Шесто (Мирвад Курић) је 52-годишњи Маријин љубавник. По занимању је (не баш добар) адвокат, и бави се нумизматиком. У четвртој сезони Мариофил се разводи са Маријом јер га је она ухватила у превари.

### Шефика Рондић
Шефика Рондић (Јасна Жалица) је 56-годишња кућна помоћница која ради код Фазлиновића, а и даља им је рођака. Њен посао је велики, а додатне компликације задаје и Изет са својим сексуалним нагонима. Изет јој стално смањује плату, и она је принуђена да да отказ. Глумила је у првој сезони, на чијем је крају напустила посао кућне помоћнице код Фазлиновића. После напуштања Фазлиновића, њено потоње запослење је спорно у томе што се у 2. сезони споменуло да се запослила у Зоолошком врту где је хранила животиње, док се у 7. сезони спомиње како се запослила на једној фарми где је хранила крупне животиње.

### Рабија Бубић-Буба
Рабија Бубић (Белма Лизде Курт) је друга 53-годишња кућна помоћница код Фазлиновића. Много је добра, и хоће да ради, али је страшно нервирају Изетови сексуални нагони. У четвртој сезони Буба одлази на село и шаље своју сестру Зумрету Зумру да ради код Фазлиновића као кућна помоћница.

### Зумрета-Зумра Бубић
Зумрета Бубић (Емина Муфтић) је трећа 63-годишња кућна помоћница која ради код Фазлиновића. Она је дошла са села тако што је Буба отишла у село и казала Изету да се неће враћати, али му је рекла да ће послати своју старију сестру да ради. У петој сезони Зумра одлази.

### Санела Хаџимуфтезовић
Санела-Сани Хаџимуфтезовић (Елвира Аљукић) је четврта кућна помоћница код Фазлиновића. Дошла је код Фазлиновића зато што је видела на огласима да се тражи кућна помоћница. Има 48 годинa, Фазлиновићима се она допада и они на сваки начин покушавају да гледају њу како ради по кући. Први пут се појавила у трећој сезони, кад је радила као певачица, кад је дошла код Фарука у студио да сними песму и ту јој се Рефко представио као Фарук.

### Енес Хаџиетхемћумуровић
Енес Хаџиетхемћумуровић (Жан Маролт) је био комшија Фазлиновићима. Енес је корумпирани политичар, и члан непознате странке, чији је високи функционер. Своје личне трошкове ставља на рачун странке, јер је иначе председник странке његов добар пријатељ. Поред политичке каријере, Енес је и неуспешни адвокат, који не препознаје чак ни основне правне појмове. Заљубљен је у Шефику, а касније и у Рабију Бубић. Изета је намамио у странку, јер му је потребан неки пензионер. Глумац Жан Маролт је преминуо у јулу 2009. и на крају друге сезоне нестаје лик Енеса.

### Др Ђиђимиловић
Др Ђиђимиловић (Вања Драх) је био психијатар и дугогодишњи пријатељ Изета, још из времена када су били у Партизанима. Изет га стално позива да им реши кућне проблеме, који су медицинске и личне природе. Глумац Вања Драх који тумачи његов лик је преминуо у септембру 2009, а лик је из серије повучен и у серији ће се споменути како је Др. Ђиђимиловић отишао у иностранство.

### Др Ђуро Убипарип
Др Ђуро Убипарип (Боро Стјепановић) је 78-годишњи Изетов дугогодишњи пријатељ из Београда, који је по професији гинеколог. Он и Изет се познају још из времена Другог светског рата, када су заједно били у Партизанима. Једно време је заједно са Изетом водио приватну гинеколошку ординацију у стану Фазлиновића. Ђуро је био љубавник за живота Изетове покојне жене Ранке.

### Др Џафер Ђуричко
Др Џафер Ђуричко (Един Авдагић Која) је 39-годишњи Дамиров другар са факултета и колега. Др. Ђуричко је по професији психијатар. Када је Др. Ђуричко имао проблема, обраћао се Фазлиновићима, а и обрнуто. Др. Ђуричко је својевремено има своју ординацију коју је држао у изнајмљеном стану, али је касније због немогућности да плаћа кирију, одлучио се да своју ординацију премести у свој стан.

### Ивана
Ивана (Гордана Бобан) је секретарица у музичком студију Акорд, чији је власник Фарук. Има 57 године и по цео дан ради у студију, за разлику од Фарука. Неуспешно покушава да сређује папире, како би све било легално, али не успева, и стално се плаши пореске инспекције. Имала је љубавну аферу са Фаруком. Глумица која тумачи њен лик је напустила серију, а лик Иване је повучен из серије образложењем да је отишла у Немачку са својим дечком.

### Селма
Селма (Зана Марјановић) је 41-годишња конобарица у кафеу Сан Ремо. По завршетку факултета, постала је секретарица у студију Акорд, пошто је Ивана отишла у Немачку. Међутим, када се отвори радио-станица Акорд, она престаје радити у њему.

### Бећир
Бећир (Драган Маринковић) је 56-годишњи геј поп извођач. Дошао је из Загреба у Сарајево.

### Јован Белајбег
Јован Белајбег (Предраг Ејдус) је био улагач у Изетова уметничка дела и председник геј удружења.

### Споменка Вихорец
Споменка Вихорец (Милена Дравић) je била Изетова прва љубавница и комшиница. Имала је љубавне афере са Дином.

### Сенка Вихорец
Сенка Вихорец (Јелисавета Сека Саблић) је Изетова друга љубавница, која је Споменкина сестра. Има 82 година и дошла је у 25. епизоди 1. циклуса да би чувала Споменкин стан и постала је Изетова нова љубавница. И њен разлог одласка на крају 2. циклуса је непознат.

### Ведрана Вихорец
Ведрана Вихорец (Дариа Лоренци) је Споменкина ћерка која из Америке долази у Сарајево када јој Изет пошаље телеграм у ком открива да је Споменка у вези са 25 година млађим Дином. Она долази у Сарајево и пошто је уморна леже да спава, а Дино, мислећи да је она Споменка, пење се на кревет и љуби је, што види Споменка која одлази да се извини Изету јер је био управу за све. Касније Изет пијан одлази код Споменке и мислећи од Ведране да је она, леже поред ње и заспи, а Дино, у мраку, мислећи да је Изет Ведрана љуби њега, што Споменка шокирана види и онесвешћује се. Касније се поново појавила у 50. епизоди када је дошла у Сарајево да изненади Споменку.

### Ружа
Ружа (Ксенија Маринковић) је 58-годишња мајка Дамирове жене Барбаре. Она је живела са својим супругом у Загребу, а након што су се развели она се доселила у Сарајево. Од када је упознала Изета, она је испољавала симпатије према њему. Као титомрзац је увредила Изета након чега јој је Изет нанео лакше повреде, што је довело до тога да га тужи преко суда. Њих двоје су, упркос томе што су њена ћерка и Изетов унук заједно, били у љубавној вези којој су се сви противили. Први пут се појавила у 6. циклусу.

### Лаура Шарафова
Лаура Шарафова (Светлана Бојковић) је 77-годишња Маријина мајка која се вратила из Италије. Висока je 1,67 m и тешка 65 kg. Долазила је сваког дана код Изета, а он је мислио да је то зато што је заљубљена у њега. Међутим, она је само долазила да би пила његову максузију - већ је имала свог љубавника. Изет то касније открива и посвађа се са њом.

### Инес Грацин
Инес Грацин (Ива Шулентић) је Дамирова 41-годишња бивша девојка и висока je 1,67 m. Инес је из Загреба дошла у Сарајево да би студирала медицину. Упознала се са Дамиром испред продавнице у 26. епизоди. Иначе њена мајка је по професији глумица која глуми у Загребачком казалишту.

### Фарукове девојке
Невена (Медиха Мусиловић (сезона 1)/Николина Јелисавац (сезона 5)) је Фарукова прва девојка са којом је био кратко у вези. Невена и Фарук су се упознали на отварању кафе бара Сан Ремо те су се ту заљубили, али је она убрзо нестала те се појавила после девет месеци и донела малог Дамира и опет отишла. Невена је после, када је Дамир одрастао, покушавала да поврати Дамира, али Дамир то није желео, а Изет и Фарук су били сагласни да га она води.
Тања (Слађана Букејловић) је Фарукова бивша девојка. Има 59 година.

### Сенада Фукић
Сенада Фукић (Снежана Марковић) је Фарукова нова девојка и Шефикина рођака. Први пут се појавила у 20. епизоди 1. циклуса и тада је радила као масерка. У 25. епизоди 2. циклуса се поново појавила и венчала се са Фаруком недуго после, међутим на крају истог циклуса су се развели. Појавила се у 16. и 17. епизоди 4. циклуса и 13. епизоди 5. циклуса. У 6. циклусу су Фарук и она поново заједно.

### Ајна Хећимић
Ајна Хећимић (Нивес Иванковић) је Фарукова 57-годишња девојка, коју је знао од раније, а почиње да се забавља с њом од треће сезоне. Била је мис Југославије, а пореклом је из Сплита. Јако је љубоморна и не да Фаруку ни да прича са другим женама. После Фарукове исцениране болести и смрти, вратила се у Сплит са оцем Шукријом.

### Шукрија Хећимић
Шукрија Хећимић (Миодраг Кривокапић) је Ајнин отац. Шукрија има 75 година и он је пензионисани официр морнарице ЈНА родом из Сплита. Време које је проводио у Сарајеву је становао код Фазлиновића у стану. Изет је покушавао да га наведе да се врати у Сплит, али без успеха. Оженио се Чомбетовом мајком Фадилом, али је побегао од ње јер је мислио да хоће да га убије.

### Бахро Бурек
Бахро Бурек (Златан Зухрић Зухра) је 62-годишњи сценариста који је дошао у видео-продукцији „Акорд“ да би понудио да по његовом сценарију снимали серију. Након решеног препреке за снимање серије (била је неопходна ХД камера), отпочињу снимање серије. Али као што то обично бива у Фаруковој продукцији, током снимања серије су имали проблема са финансијама. Појављивао се у 6. сезони.

### Грдоба
Грдоба (Небојша Глоговац) је био Ајнин бивши који је, изашавши из затвора, хтео да јој се врати. Међутим, она је била са Фаруком. Грдоба је зато два пута покушао да убије Фарука. Није успео, и враћен је у затвор.

### Ђидо Мова
Ђидо Мова (Александар Сексан) је приватни детектив, који обавља разне послове за много ликова у серији. Први пут се појавио у 31. епизоди 2. циклуса кад га је Фарук унајмио да прати Сенадино кретање. Касније је Изет почео радити код њега, али га убрзо напушта и касније је Изет за њега радио по потреби. Његово име је шатровачка верзија речи "Дођи вамо".

### Мурис Фуфић
Мурис Фуфић (Алдин Омеровић) је 40-годишњи кум Самира Фазлиновића, а иначе је такође преварант као и Самир. За разлику од Самира, Мурис покушава да извуче већу корист од оног кога покушава да превари. Мурис, као и Фарук, обожава и прати билијар, а чак је и председник Билијарске асоцијације Босне и Херцеговине. Мурисов отац је Златко Фуфић, иначе вереник Споменке Вихорец, бивше Изетове љубавнице. Мурисова жена је Саџида Фуфић, филмски критичар и једна од Дамирових бивших пацијенткиња којој је уградио имплантате у груди.

### Саџида Фуфић
Саџида Фуфић (Миљана Брђанин Бајић) је жена Муриса Фуфића (иначе сам Мурис је одмиља зове и Сађа). Саџида је по професији филски критичар. Чак је учествовала у комисији коју је саставила Телевизија на којој је приказивана једна од Фарукових серија. Била је један од највећих критичара Фарукове серије све до момента када се десио немили инцидент у стану Фазлиновића, након чега је нагло променила став према Фаруковој серији. Иначе Саџида је била једна од Дамирових пацијенткиња којој је Дамир уградио имплантате у груди. Мурис је хтео утерати од Дамира коцкарски дуг који је он према Мурису имао, али му је дуг опростио када је схватио да је Дамир био тај естетски хирург који је његовој Саџиди уградио имплантате јер је био задовољан како одрадио посао.

### Лада Вукашиновић
Лада Вукашиновић (Марија Пикић) је професионална глумица поријеклом из Требиња. У Сарајеву је упознала свог будућег љубавног партнера, Дамира Фазлиновића. Са њим је била у дужој вези, након чега су имали више краткотрајних афера. Као и Мубина и Лада је глумила у серијама "Дон Жуан са Алипашиног поља" и "Биртија из које је кренула револуција", а поред тога и у серији "Бегова кућа".

### Зора Вукашиновић
Зора Вукашиновић (Наташа Нинковић) је Ладина мајка. По вјерском увјерењу је православац, етнички је Српкиња. Гдје год да крене, са собом носи Свето Писмо или Библију. Мрзи атеисте. Када је из Требиња дошла у Сарајево, мислила је да Лада није никада имала полни однос, па је, сваки пут са њом ишла код Дамира да Лада не уради нешто непромишљено прије брака. Међутим, Зора се касније увјерила да Лада има полни однос са Дамиром, те је одлучила да Лада мора раскинути са њим. Наравно, Лада то није одобравала те је била са Дамиром још неко вријеме. Касније умјесто Зоре, са Ладом код Дамира долази Ладин брат.

## Графикон
| Глумац                                 | Лик                           | Сезоне   | Сезоне   | Сезоне   | Сезоне   | Сезоне   | Сезоне   | Сезоне   | Сезоне   | Сезоне   | Сезоне   | Сезоне   | Сезоне   | Бр. Еп. |
| Глумац                                 | Лик                           | 1        | 2        | 3        | 4        | 5        | 6        | 7        | 8        | 9        | 10       | 11       | 12       | Бр. Еп. |
| -------------------------------------- | ----------------------------- | -------- | -------- | -------- | -------- | -------- | -------- | -------- | -------- | -------- | -------- | -------- | -------- | ------- |
| Мустафа Надаревић                      | Изет Фазлиновић               | Главни   | Главни   | Главни   | Главни   | Главни   | Главни   | Главни   | Главни   | Главни   | Главни   | Главни   | Главни   | 309     |
| Сенад Башић                            | Фарук Фазлиновић              | Главни   | Главни   | Главни   | Главни   | Главни   | Главни   | Главни   | Главни   | Главни   | Главни   |          |          | 263     |
| Моамер Касумовић                       | Дамир Фазлиновић              | Главни   | Главни   | Главни   | Главни   | Главни   | Главни   | Главни   | Главни   | Главни   | Главни   | Главни   | Главни   | 273     |
| Јасна Жалица                           | Шефика Рондић                 | Гл       |          |          |          |          |          |          |          |          |          | Гл       | Гл       | 78      |
| Гордана Бобан                          | Ивана                         | Главни   | Главни   |          |          |          |          |          |          |          |          |          |          | 44      |
| Милан Павловић                         | Дино Мехмеда Мујкић           | Главни   | Главни   |          |          |          |          |          |          |          |          |          |          | 55      |
| Татјана Шојић                          | Марија Шарафова               | Главни   | Главни   | Главни   | Главни   | Главни   | Главни   | Главни   | Главни   | Главни   | Главни   | Главни   | Главни   | 252     |
| Саша Петровић                          | Стјепан Мрвица                | Главни   | Главни   |          |          |          |          |          |          |          |          |          |          | 36      |
| Зана Марјановић                        | Селма                         | Гл       | Еп       | Гл       | Гл       |          |          |          |          |          |          |          |          | 32      |
| Милена Дравић                          | Споменка Вихорец              | Главни   | Главни   | Главни   |          |          |          |          | Еп       |          |          |          |          | 19      |
| Вања Драх                              | Др. Ђиђимиловић               | Главни   | Главни   |          |          |          |          |          |          |          |          |          |          | 28      |
| Жан Маролт                             | Енес Хаџиетхемћумуровић       | Главни   | Главни   |          | Глас     |          |          |          |          |          |          |          |          | 31      |
| Ива Шулентић                           | Инес Грацин                   | Главни   | Главни   |          |          |          |          |          |          |          |          |          |          | 9       |
| Јелисавета Сека Саблић                 | Сенка Вихорец                 | Главни   | Главни   | Главни   |          |          |          |          |          |          |          |          |          | 9       |
| Белма Лизде-Курт                       | Рабија Бубић                  |          | Главни   | Главни   | Главни   |          |          |          |          |          |          |          |          | 36      |
| Мирај Грбић                            | Драган Чмар Чомбе             | Еп       | Главни   | Главни   | Главни   | Главни   |          | Еп       |          |          |          | Еп       |          | 105     |
| Емир Хаџихафизбеговић                  | Самир Фазлиновић              | Еп       | Главни   | Главни   | Главни   |          | Гл       |          | Еп       | Еп       | Еп       | Гл       |          | 113     |
| Мирвад Курић                           | Мариофил Шесто                |          | Главни   | Главни   | Главни   | Еп       | Гл       | Епизодни | Епизодни | Епизодни | Епизодни |          |          | 29      |
| Снежана Марковић                       | Сенада Фукић                  | Еп       | Гл       |          | Епизодни | Епизодни | Гл       | Епизодни | Епизодни |          | Еп       |          |          | 39      |
| Горан Навојец                          | Реуфик Рефко Мехмеда Мујкић   |          |          | Главни   | Главни   | Главни   | Главни   | Епизодни | Епизодни |          |          |          |          | 41      |
| Нивес Иванковић                        | Aјна Хећимић                  |          |          | Главни   | Главни   |          |          |          | Еп       |          |          |          |          | 26      |
| Александар Сексан                      | Ђидо Мова                     |          | Еп       | Главни   | Главни   |          | Еп       |          | Епизодни | Епизодни |          | Еп       | Еп       | 21      |
| Драган Маринковић                      | Бећир Мрвица                  |          |          | Гл       |          |          |          |          |          |          |          | Еп       |          | 7       |
| Небојша Глоговац                       | Грдоба                        |          |          | Главни   | Главни   |          |          |          |          |          |          |          |          | 4       |
| Светлана Бојковић                      | Лаура Шарафова                |          |          | Главни   | Главни   |          |          |          |          |          |          |          |          | 7       |
| Боро Стјепановић                       | Др. Ђуро Убипарип             |          |          | Гл       |          |          |          |          |          | Еп       |          |          |          | 20      |
| Миодраг Кривокапић                     | Шукрија Хећимић               |          |          |          | Гл       |          |          |          |          |          |          |          |          | 12      |
| Минка Муфтић                           | Зумрета Зумра Бубић           |          |          | Еп       | Гл       |          |          |          |          |          |          |          |          | 12      |
| Марија Омаљев/Џана Пињо                | Барбара Фазлиновић            |          |          |          | Главни   | Главни   | Главни   | Еп       |          | Епизодни | Епизодни |          | Еп       | 65      |
| Билал Хаџић/Ивор Шпаравало/Тарик Џинић | Џема-Бранко Фазлиновић        |          |          |          | Главни   | Главни   | Главни   | Епизодни | Епизодни | Епизодни | Епизодни | Гл       | Гл       | 92      |
| Илир Тафа                              | Ментор Косова                 |          |          |          |          | Главни   | Главни   | Епизодни | Епизодни | Епизодни | Епизодни |          |          | 43      |
| Предраг Ејдус                          | Јован Белајбег Јованче        |          |          |          |          | Гл       |          |          |          |          |          |          |          | 4       |
| Елвира Аљукић                          | Санела Бандера-Хаџимуфтезовић |          |          | Еп       |          | Гл       |          |          |          | Еп       |          |          |          | 9       |
| Љубомир Бандовић                       | Милан Чмар Куфе               |          |          |          |          |          | Гл       |          |          |          |          |          |          | 22      |
| Златан Зухрић                          | Бахро Бурек                   |          |          |          |          |          | Гл       |          |          |          |          |          |          | 14      |
| Ксенија Маринковић                     | Ружа                          |          |          |          |          |          | Гл       | Еп       |          |          |          |          |          | 10      |
| Адмир Гламочак                         | Јуре Заклан                   |          |          |          |          |          | Гл       | Еп       |          | Епизодни | Епизодни | Епизодни | Епизодни | 33      |
| Ријад Гвозден/Бранко Јанковић          | Милутин Чмар Фуфе             |          |          |          | Еп       |          |          | Епизодни | Епизодни | Епизодни | Епизодни | Епизодни | Епизодни | 76      |
| Марија Пикић                           | Лада Вукашиновић              |          |          |          |          |          | Епизодни | Епизодни | Епизодни | Епизодни | Епизодни |          |          | 39      |
| Нермин Омић                            | Полицајац Џемо                | Епизодни | Епизодни | Епизодни | Епизодни | Епизодни | Епизодни | Епизодни | Епизодни | Епизодни | Епизодни |          |          | 40      |
| Тарик Филиповић                        | Авдија Лексиковић             |          |          |          |          |          |          |          | Епизодни | Епизодни | Епизодни |          |          | 30      |
| Алмир Курт                             | Мехо Мујкић                   | Еп       |          | Епизодни | Епизодни | Епизодни | Епизодни | Епизодни | Епизодни | Епизодни | Епизодни |          |          | 36      |
| Његица Балорда                         | Рената                        |          |          |          |          |          |          | Епизодни | Епизодни |          |          |          |          | 19      |
| Владо Јокановић/Шериф Аљић             | Милорад Чичић                 | Епизодни | Епизодни |          |          |          |          | Епизодни | Епизодни | Епизодни | Епизодни | Епизодни | Епизодни | 14      |
| Мирсад Тука                            | Инспектор Мурга               | Епизодни | Епизодни | Епизодни | Епизодни | Епизодни | Епизодни | Епизодни | Епизодни | Епизодни | Епизодни |          | Еп       | 13      |
| Сеад Бејтовић/Алија Агинчић            | Др. Хећимић                   | Епизодни | Епизодни | Епизодни | Епизодни | Епизодни | Епизодни | Епизодни |          |          |          |          |          | 13      |
| Харис Бурина                           | Јаков                         | Епизодни | Епизодни | Епизодни | Епизодни | Епизодни | Епизодни |          |          |          |          | Еп       | Еп       | 12      |
| Амер Исамовић                          | Рагиб Бандера Пајсер          |          | Еп       |          | Еп       |          | Еп       |          | Епизодни | Епизодни | Епизодни | Епизодни |          | 12      |
| Алма Терзић                            | Мирна                         |          | Еп       |          | Еп       |          |          |          |          |          |          |          |          | 12      |
| Ивана Војиновић                        | Суада                         |          |          |          |          |          |          |          | Епизодни | Епизодни | Епизодни |          |          | 12      |
| Ена Курталић                           | Мубина фон Лексикон           |          |          |          |          |          |          |          | Епизодни | Епизодни |          |          |          | 12      |
| Дарко Куртовић                         | Дарко                         |          |          |          |          |          |          |          | Епизодни | Епизодни | Епизодни | Епизодни |          | 11      |
| Алдин Омеровић                         | Мурис Фуфић                   |          |          |          |          |          |          | Епизодни | Епизодни | Епизодни |          |          |          | 10      |
| Един Авдагић Која                      | Др Џафер Ђуричко              |          |          |          |          |          |          | Епизодни | Епизодни | Епизодни | Епизодни | Епизодни | Епизодни | 9       |
| Алмир Чехајић                          | Батко                         |          | Епизодни | Епизодни | Епизодни |          | Епизодни | Епизодни |          |          |          |          |          | 8       |
| Халима Мушић                           | Ана                           |          |          | Еп       |          |          |          | Еп       |          |          |          |          |          | 8       |
| Нада Абрус                             | Милена                        |          |          |          |          |          |          |          | Епизодни | Епизодни | Епизодни | Епизодни |          | 8       |
| Љубиша Савановић                       | Сафет Билмез                  |          |          |          |          |          |          |          | Епизодни | Епизодни |          |          |          | 8       |
| Ирма Алимановић                        | Алма                          | Еп       |          |          |          |          |          |          |          |          |          |          |          | 7       |
| Слађана Букејловић                     | Тања                          | Епизодни | Епизодни | Епизодни |          |          |          |          | Еп       |          |          |          |          | 7       |
| Софија Јуричан                         | Јања Гало                     |          |          |          |          |          |          |          |          | Епизодни | Епизодни |          |          | 7       |
| Драгослав Медојевић                    | Судија                        |          |          | Епизодни | Епизодни |          |          | Еп       |          |          |          |          |          | 6       |
| Катарина Марковић                      | Јелена Јанковић               |          |          |          |          |          |          |          |          |          | Еп       | Еп       | Еп       | 24      |
| Јасна Диклић                           | Фадила Чмар                   |          |          |          |          | Еп       |          |          |          |          |          | Еп       |          | 4       |
| Ивана Перкунић                         | Белма                         |          |          |          |          | Епизодни | Епизодни |          |          |          | Еп       | Еп       |          | 4       |
| Аднан Омеровић                         | Клофа                         |          |          |          |          |          |          | Еп       |          |          |          |          |          | 4       |
| Наташа Нинковић                        | Зора Вукашиновић              |          |          |          |          |          |          |          | Епизодни | Епизодни | Епизодни | Епизодни |          | 4       |
| Тарик Хелић                            | Предсједник Странке           |          |          | Епизодни | Епизодни |          |          |          |          |          |          |          |          | 3       |
| Анте Вицан                             | Анте                          |          |          | Епизодни | Епизодни |          |          |          |          |          |          |          |          | 3       |
| Медиха Мусиловић/Николина Јелисавац    | Невена                        | Еп       |          |          |          | Еп       |          |          |          |          |          |          |          | 3       |
| Жељко Стјепановић                      | Фета                          |          |          | Еп       |          |          |          |          | Еп       |          |          |          |          | 3       |
| Филип Шоваговић                        | Ђоле                          |          |          |          |          |          |          |          |          | Епизодни | Епизодни |          |          | 3       |
| Миљка Брђанин-Бајић                    | Саџида Фуфић                  |          |          |          |          |          |          |          | Еп       |          |          |          |          | 3       |
| Бранислав Лечић/Драган Јовановић       | Иван Гало                     |          |          |          |          |          |          |          |          | Епизодни | Епизодни |          |          | 3       |
| Јелена Ступљанин                       | Весна                         |          |          |          |          |          |          |          |          |          | Еп       |          |          | 3       |
| Белма Салкунић                         | Маја                          |          |          |          | Еп       |          |          |          |          |          |          |          |          | 3       |
| Мустафа Надаревић                      | Исмет Фазлиновић              |          | Еп       |          |          | Еп       |          |          |          |          |          |          |          | 2       |
| Борис Шибер                            | Ђуро                          | Епизодни | Епизодни |          |          |          |          |          |          |          |          |          |          | 2       |
| Енис Бешлагић                          | Ђенис-Ђенис                   | Еп       |          |          |          |          |          |          |          |          |          |          |          | 2       |
| Зорана Бечић                           | Шејла                         |          |          |          |          | Еп       |          |          |          |          |          |          |          | 2       |
| Марио Дрмаћ                            | Стефанел                      |          |          | Еп       |          |          |          |          |          |          |          |          |          | 2       |
| Дариа Лоренци                          | Ведрана Вихорец               | Еп       |          | Еп       |          |          |          |          |          |          |          |          |          | 2       |
| Борис Лер                              | Срећко Ђиђимиловић            |          | Еп       |          |          |          |          |          |          |          |          |          |          | 1       |
| Божидар Буњевац                        | Мухарем Фазлиновић            | Еп       |          |          |          |          |          |          |          |          |          |          |          | 1       |